# Vodní nádrž Kurčatov
Vodní nádrž Kurčatov, také nazývána Vodní nádrž Kursk, je uměle vybudované vodní dílo v Kurské oblasti v Ruské federaci.

## Umístění a účel
Vodní nádrž Kurčatov se nachází ve městě Kurčatov v Kurské oblasti v Rusku, na levém břehu řeky Sejm, 40 km od města Kursk. Slouží především k zajištění chlazení a provozu atomových reaktorů v Kurské jaderné elektrárně.

## Historie a parametry
Její výstavba započala současně s výstavbou jaderné elektrárny v roce 1970 a uvedena do provozu byla v letech 1976-1977. Ve stejné době byla řeka Sejm odkloněna z nádrže umělým kanálem. Hladina vody v nádrži je udržována a kontrolována pomocí speciální čerpací stanice, která čerpá vodu z řeky Sejm.
Celkový konstrukční objem nádrže je 94,6 milionu m³, plocha vodní plochy je 21,5 km², délka je 8,7 km, maximální šířka je 3,5 km a průměrná hloubka nádrže je jen asi 4 m.
Stav nádrže, jakožto nejdůležitějšího prvku technologického řetězce výroby elektřiny jadernou reakcí, je sledován speciálním subdivizním hydrotechnickým oddílem v elektrárně. Odborníci sledují ukazatele teploty, objemu a kvality vody, kvalitu a množství biomasy a přijímají opatření ke stabilizaci jejich rovnováhy.

## Ekosystém
V zimním období voda v nádrži nezamrzá, což vytváří příznivé podmínky pro existenci a reprodukci místní fauny a flóry. Nádrž se stala hnízdištěm nebo zimovištěm pro více než sto druhů vodního ptactva.
Ve vodách nádrže žijí plotice, štiky, cejni, candáti, karasi a další. V minulosti zde byli vysazeni také kapři a tolstolobici.
Stávající ekosystém nádrže Kurčatov současně bojuje se špatnými vlivy antropogenních faktorů. Nejškodlivější z nich je přítomnost odpadních vod z domácností a průmyslu, což vede ke snížení druhové rozmanitosti, vzniku a reprodukci invazivních rostlin, jako jsou vláknité řasy. Neorganizované využívání vod k rekreaci a sportům také škodí (byť málo) ekosystému.
Voda není ozářená.

## Shrnutí
Vodní nádrž Kurčatov je největší vodní dílo v Kurské oblasti. Nádrž vytvořená jako nezbytný prvek chlazení v technologickém řetězci při výrobě elektřiny se postupem času stala nezbytným prvkem městského prostředí, oblíbeným místem pro rybolov a rekreaci obyvatel města Kurčatov a jejich hosty.